# Дахе-е фаджр
Дахе-е фаджр (перс. دهه فجر‎, «Десять дней рассвета») — рассвет новой эры, десятидневное празднование по случаю возвращения аятоллы Хомейни в Иран в 1979 году.
Ежегодные празднования длятся с 1 по 11 февраля. Первый день празднования соответствует дню прибытия аятоллы Хомейни в Иран, а последний — дню победы Исламской революции.

## Десять дней
Дахе-е фаджр обозначает годовщину памятных дней, связанных с Исламской революцией, начиная с прибытия аятоллы Хомейни из Франции в Иран (1 февраля), заканчивая победой революции 11 февраля.

## 1 февраля
В первый день февраля аятолла Хомейни вернулся в Тегеран после того, как он был выслан во Францию Мухаммадом Резой Пехлеви. Несколько миллионов человек приехали в международный аэропорт Мехрабад, чтобы поприветствовать аятолла Хомейни. После Хомейни провел лекцию на крупнейшем кладбище Бехеште-Захра, расположенном в 6 км от Тегерана. Хомейни назвал правительство Шапура Бахтияра «нелегитимным» и призывал к свержению монархии.

## 2 февраля
Хомейни на собрании священнослужителей произнёс речь, во время которой сказал: «Монархия с самого начала противоречит здравому смыслу. Народ должен самостоятельно определять свою судьбу».

## 4 февраля
Хомейни во время своего обращения к молодежи призвал к продолжению забастовок и демонстраций.
Министры иностранных дел Великобритании и США во время визита Дэвида Оуэна в Японию обсудили положение в Иране. Багдад также направил делегацию в Саудовскую Аравию для обсуждения ситуации в Иране и регионе.
Генерал ВВС США Роберт Хайзер, пребывавший в Иране для предотвращения переворота, вернулся в США.

## 5 февраля
Аятолла Хомейни выбран Мехди Базаргана в качестве премьер-министра временного правительства.

## 8 февраля
Офицеры военно-воздушных сил Ирана пришли домой к аятолле Хомейни и заявили о своей верности революции.

## 9 февраля
Прошла самая многочисленная демонстрация, в которой принял участие Мехди Базарган.

## 10 февраля
Революционно настроенные офицеры ВВС Ирана снабдили оружием гражданское население. По всему Тегерану имели место серьезные стычки. В этот же день Бахтияр ввёл комендантский час. Однако Хомейни отнёсся к новому правилу с пренебрежением и призвал людей нарушать его. Революционеры захватили полицейские участки, тюрьмы и правительственные здания.

## 11 февраля
Офицеры высшего ранга объявили о своём нейтралитете в конфликте между правительством Бахтияра и революционерами. Бахтияр покинул пост и отбыл в Париж. Революционеры добиваются победы.

## Мероприятия, проводимые по случаю победы Исламской революции
В честь Дахе-е фаджра проводятся самые разные мероприятия. Правительственные организации устраивают лекции и выставки по случаю победы. В мавзолее Хомейни, расположенном на кладбище Бехеште-Захра, проводят торжественную церемонию в память об аятолле Хомейни. Во всех городах устраивают праздничные демонстрации.
Начиная с 1982 года во время Дахе-е фаджра в Тегеране при поддержке Министерства культуры и исламской ориентации проходит Международный кинофестиваль Фаджр. В 2015 году фестиваль был разделён на два мероприятия: национальный фестиваль в феврале и международный, который проходит в апреле.
Первого февраля в 9 часов утра 33 минуты по местному времени в школах звенит звонок в память о том, что в это время аятолла Хомейни прибыл в Иран в 1979 году.
В последний день празднований во всех городах также проходят праздничные демонстрации по случаю победы Исламской революции и образования Исламской Республики Иран.